# Martin Donnelly
Hugh Peter Martin Donnelly (Belfast, 1964. március 26.) északír autóversenyző.

## Pályafutása
1983 és 1988 között különböző Formula–3-as versenyeken indult. Az 1986-os és az 1987-es brit sorozatot harmadikként zárta. 1987-ben Jan Lammers és Bernd Schneider előtt megnyerte a monacói Formula–3-as nagydíjat.
1988-ban a nemzetközi Formula–3000-es széria öt versenyén állt rajthoz. Debütáló versenyén, Brands Hatch-ben első lett, valamint további egy futamgyőzelmet és két második helyezést ért el a szezonban. Végül harmadikként zárta a pontversenyt Roberto Moreno és Olivier Grouillard mögött. A 89-es szezonban mindössze kétszer volt pontszerző; újfent nyert Brands Hatch-ben, és harmadik volt Birminghamben. Az összetett értékelésben nyolcadik lett.
1989-ben a Formula–3000-es szereplése mellett a Lotus-istálló tesztpilótája volt, valamint lehetőséget kapott egy világbajnoki Formula–1-es versenyen is. Az Arrows csapatával részt vett a francia nagydíjon. A futamot tizenkettedikként zárta, három körös hátrányban a győztes Alain Prost mögött. Az 1990-es szezonra Martin egész éves szerződést kapott a Lotus-nál. Több futamon a legjobb tíz között végzett, azonban pontot egyszer sem tudott szerezni. Az idény tizennegyedik versenyén, súlyos balesetet szenvedett. A spanyol nagydíj edzésén nekicsapódott a védőkorlátnak. A Lotus 102-esének orra letörött és Martin kiesett az útra. Noha idővel felépült, fel kellett adnia profi autóversenyzői pályafutását.

## Eredményei
Teljes eredménylistája a nemzetközi Formula–3000-es sorozaton
(Táblázat értelmezése)

(Félkövér: pole-pozícióból indult; dőlt: leggyorsabb kört futott) 

| Év   | Csapat        | 1      | 2       | 3      | 4      | 5      | 6     | 7     | 8      | 9     | 10     | 11    | Helyezés | Pont |
| ---- | ------------- | ------ | ------- | ------ | ------ | ------ | ----- | ----- | ------ | ----- | ------ | ----- | -------- | ---- |
| 1988 | Jordan Racing | JER    | VAL     | PAU    | SIL    | MNZ    | PER   | BRH 1 | BIR 2  | BUG 2 | ZOL Ki | DIJ 1 | 3.       | 30   |
| 1989 | Jordan Racing | SIL Ki | VAL Kiz | PAU Ki | JER Ki | PER Ki | BRH 1 | BIR 3 | SPA Ki | BUG 7 | DIJ 17 |       | 8.       | 13   |

Teljes Formula–1-es eredménysorozata
(Táblázat értelmezése)

(Félkövér: pole-pozícióból indult; dőlt: leggyorsabb kört futott) 

| Év   | Csapat     | 1      | 2      | 3     | 4      | 5      | 6     | 7      | 8      | 9      | 10    | 11     | 12     | 13     | 14     | 15  | 16  | Helyezés | Pont |
| ---- | ---------- | ------ | ------ | ----- | ------ | ------ | ----- | ------ | ------ | ------ | ----- | ------ | ------ | ------ | ------ | --- | --- | -------- | ---- |
| 1989 | Arrows     | BRA    | SMR    | MON   | MEX    | USA    | CAN   | FRA 12 | GBR    | GER    | HUN   | BEL    | ITA    | POR    | ESP    | JPN | AUS | –        | 0    |
| 1990 | Team Lotus | USA Ni | BRA Ki | SMR 8 | MON Ki | CAN Ki | MEX 8 | FRA 12 | GBR Ki | GER Ki | HUN 7 | BEL 12 | ITA Ki | POR Ki | ESP NK | JPN | AUS | –        | 0    |

 Le Mans-i 24 órás autóverseny 
| Év   | Csapat                           | Autó         | Csapattárs    | Csapattárs         | Helyezés | Kiesés oka |
| ---- | -------------------------------- | ------------ | ------------- | ------------------ | -------- | ---------- |
| 1989 | Nissan Motorsports International | Nissan R89C  | Mark Blundell | Julian Bailey      | Kiesett  | Baleset    |
| 1990 | Nissan Motorsports International | Nissan R90CK | Kenny Acheson | Olivier Grouillard | Kiesett  | ?          |